# Paul Oskar Höcker
Pour les articles homonymes, voir Höcker.
Paul Oskar Höcker, né le 17 décembre 1865 à Meiningen (Duché de Saxe-Meiningen) et mort le 6 mai 1944 à Rastatt (Reich allemand), est un éditeur et écrivain allemand.

## Biographie
Après l'arrivée au pouvoir du parti nazi, il fut l'un des 88 auteurs allemands à signer la Gelöbnis treuester Gefolgschaft, dans laquelle ils promettaient la « plus fidèle obéissance » à Adolf Hitler. Cela n'a pas empêché les autorités nazies de rejeter ses œuvres[évasif]. 
Son autobiographie, publiée en 1940, a été interdite en 1948 par les autorités de la zone d'occupation soviétique.

## Filmographie (scénariste)
- 1920 : Der Gefangene
- 1921 : Die verbotene Frucht
- 1921 : Fasching
- 1923 : Die Sonne von St. Moritz
- 1926 : Es blasen die Trompeten
- 1932 : Tannenberg (de)
- 1954 : La Faute du docteur Frank